# Dewesoft
Dewesoft d.o.o. es la empresa de ingeniería y electrónica multinacional eslovena que es propiedad de los empleados. Su sede está en Trbovlje, en el centro-este de Eslovenia. Dewesoft desarrolla y fabrica sistemas de adquisición de datos para ingenieros de pruebas y mediciones. 

## La Historia

### Los años 2000-2010
La empresa Dewesoft fue fundada el 28 de diciembre del año 2000 por los eslovenos Jure Knez y Andrej Orožen, con los austriacos Franz Degen y Herbert Wernigg, en Trbovlje, Eslovenia. Dewesoft se fundó como el socio y proveedor de software de adquisición de datos para la empresa austriaca Dewetron GesmBH. 
Jure Knez y Andrej Orožen coordinaron la nueva empresa, que permaneció en Trbovlje. Dewesoft lanzó la primera versión pública de su software de adquisición de datos en 2001, nombrandolo Dewesoft 5.0. Fue vendido en los Estados Unidos y Asia por su socio Dewetron. El software fue patentado por las oficinas de patentes de EE. UU. y la Unión Europea en 2002. En 2003, la empresa lanzó una versión actualizada del software llamada Dewesoft 6.0, que introdujo funciones para el análisis de energía, telemetría y automoción.
En 2003 Dewesoft con Dewetron formaron parte en el reemplazo de registradores de papel obsoletos en el LCC (Centro de control de lanzamiento) en el Centro espacial Kennedy de la NASA. Los ingenieros de Dewesoft trabajaron en el sitio de la NASA durante este desarrollo, escribiendo las interfaces para que el software pudiera interactuar directamente con los datos PCM de la nave espacial y el bus de datos ScramNet de la NASA. Este trabajo se describe en un informe de la NASA.
En 2007, la empresa comenzó a desarrollar su propio hardware. Su primer producto, llamado el DEWE-43, un sistema portátil de adquisición de datos de 8 canales fue lanzado en 2008 y recibió un premio de la revista NASA Tech Briefs Magazine en 2009. En el mismo año, los fundadores Jure Knez y Andrej Orožen recibieron el premio de mejor empresario esloveno.
En 2009 Dewesoft lanzó una versión mejorada de Dewesoft software, que ahora era la versión 7.0. Se cambió la interfaz gráfica de usuario y se agregaron nuevas funciones al programa.

### Los años 2010-2020
Hasta ese momento, el hardware Dewesoft se vendía bajo la marca Dewetron. Pero en 2010, Dewesoft lanzó el sistema de adquisición de datos SIRIUS con su propia marca. Dewesoft solicitó y recibió una patente sobre la tecnología DualCoreADC utilizada en el producto SIRIUS.
En 2011, Dewesoft celebró su primera Conferencia Internacional de Medición en Trbovlje, Eslovenia.
En 2012, Dewesoft lanzó otra actualización de su software, llamándolo Dewesoft X. El diario esloveno Dnevnik nombró a Dewesoft como la empresa de crecimiento más rápido en Eslovenia. Dewesoft asimismo abrió oficinas en Alemania y Estados Unidos.
En 2013, Dewesoft lanzó el sistema de adquisición de datos KRYPTON, diseñado para entornos adversos y usando la tecnología EtherCAT.
En 2014, el control de calidad y fabricación de Dewesoft recibió la certificación ISO que cubre las normas 9001 y 14001.
En 2015, el software se actualizó a la versión X2 de Dewesoft. Esta versión del software fue posteriormente nombrada  "Innovación del año" por la revista Automotive Testing Technology International.
En 2016, Dewesoft añadió módulos de adquisición de datos de la serie KRYPTON. Estos módulos fueron posteriormente nombrados Producto del año por la revista técnica NASA Tech Briefs.
En 2017, Dewesoft construyó el acelerador de negocios llamado Katapult para apoyar las nuevas empresas de hardware locales. En ese momento, el 70% de los empleados de Dewesoft eran accionistas. Dewesoft lanzó la línea de productos IOLITE, que combinaba el control en tiempo real con la adquisición de datos.
En 2019, Dewesoft adquirió dos empresas austriacas: TVE Elektronische Systeme GMBH y DEWEnet.
En 2020, la revista Tech Briefs de la NASA nombró al KRYPTON ONE como su producto del año. Debido a la pandemia de COVID-19, la Quinta Conferencia Internacional de Medición de la compañía se llevó a cabo de forma virtual. Durante esta conferencia, la empresa presentó el sistema de adquisición de datos SIRIUS XHS con capacidad de muestreo de 15 MS / s. La empresa cambió el nombre del software a DewesoftX, con el número de versión 2020.1.

## Organización
Dewesoft desarrolla su software y hardware interno. Todo el desarrollo, diseño, prueba y producción se realiza en la sede de la empresa en Trbovlje, Eslovenia. Aproximadamente 60 empleados están involucrados en el desarrollo de productos. También producen circuitos electrónicos y carcasas de instrumentos.
El software Dewesoft se escribió originalmente en el lenguaje de programación Delphi, anteriormente conocido como Turbo Pascal. Este código fue reemplazado gradualmente con el lenguaje de programación C ++ para permitir velocidades de procesamiento más altas y una interfaz de usuario más receptiva. El software Dewesoft es incluido con el hardware Dewesoft en la compra.
En 2016, los propietarios de Dewesoft, Knez y Orožen cambiaron la estructura de propiedad de la empresa, lo que permitió a los empleados comprar acciones de la empresa dos veces al año. Las acciones no están disponibles para los no empleados, lo que hace que Dewesoft sea 100% propiedad de los empleados. La empresa también se autofinancia.
En 2017, Dewesoft lanzó la línea Monodaq que produce módulos de adquisición de datos de bajo costo. Monodaq se gestiona dentro de la aceleradora de empresas Katapult.
Los mercados más importantes para Dewesoft son Alemania, Estados Unidos y China. Dewesoft también colabora con empresas del campo de las industrias automotriz y aeroespacial. Dewesoft mantiene oficinas de ventas, soporte o distribuidores en 51 países.

## Comunidad

### Katapult
Dewesoft estableció una aceleradora empresarial ubicada junto a su sede, llamada Katapult. Centrada en la región de Zasavje de Eslovenia, Katapult se fundó para ayudar a los empresarios a dar sus primeros pasos en los negocios. Las empresas de nueva creación pueden utilizar la infraestructura, el equipo y los mentores de Dewesoft. Las empresas que se han lanzado desde Katapult incluyen More Than Beauty, Chipolo, Ironate Pizza, Zoyo Baby, Hillstrike, Spacelink y la escuela SOS.

### Universidades
Dewesoft coopera con organizaciones de investigación, especialmente la Universidad de Ljubljana y la Universidad de Maribor. En 2016, Dewesoft recibió una "Escritura Solemne" de la Universidad de Maribor por logros y méritos extraordinarios en la investigación científica, que contribuyó al desarrollo de la Universidad de Maribor. Dewesoft organiza conferencias y capacitaciones para estudiantes que están comenzando sus carreras.